# Чемпионат Украины по фигурному катанию на коньках 2016
Чемпионат Украины по фигурному катанию на коньках 2016 — соревнование по фигурному катанию среди украинских фигуристов сезона 2016/2017 года, организованное Украинской федерацией фигурного катания на коньках.
Спортсмены соревновались в мужском и женском одиночном катании, парном фигурном катании и в спортивных танцах на льду.
Турнир состоялся с 20 по 23 декабря 2016 года в Киеве. По результатам чемпионата была сформирована сборная команда Украины на чемпионат Европы 2017 года, чемпионат мира 2017 года и зимнюю Универсиаду 2017.

## Результаты

### Мужчины
| Место | Имя               | Регион             | Сумма баллов | SP | SP    | FS | FS     |
| ----- | ----------------- | ------------------ | ------------ | -- | ----- | -- | ------ |
| 1     | Иван Павлов       | Киев               | 223,70       | 2  | 77,35 | 1  | 146,35 |
| 2     | Ярослав Паниот    | Киев               | 222,83       | 1  | 81,17 | 2  | 141,66 |
| 3     | Иван Шмуратко     | Киев               | 174,48       | 3  | 57,40 | 3  | 117,08 |
| 4     | Ян Ткалич         | Днепр              | 159,08       | 4  | 54,59 | 4  | 104,49 |
| 5     | Владислав Пихович | Кривой Рог / Днепр | 131,42       | 6  | 47,97 | 5  | 83,45  |
| 6     | Михаил Медуница   | Одесса             | 128,25       | 5  | 48,78 | 6  | 79,47  |
| 7     | Илья Охрименко    | Харьков            | 108.41       | 7  | 36,19 | 7  | 72,22  |

### Женщины
| Место | Имя                  | Регион   | Сумма баллов | SP | SP    | FS | FS     |
| ----- | -------------------- | -------- | ------------ | -- | ----- | -- | ------ |
| 1     | Анна Хныченкова      | Днепр    | 165,95       | 1  | 58,26 | 1  | 107,69 |
| 2     | Анастасия Гожва      | Киев     | 148,78       | 2  | 55,51 | 2  | 93,27  |
| 3     | Дария Гожва          | Киев     | 120,16       | 3  | 41,61 | 3  | 78,55  |
| 4     | Полина Михайловская  | Одесса   | 91,07        | 7  | 29,70 | 4  | 61,37  |
| 5     | Анна Дахно           | Богуслав | 89,72        | 8  | 28,77 | 5  | 60,95  |
| 6     | Ангелина Товстик     | Киев     | 88,37        | 5  | 31,20 | 6  | 57,17  |
| 7     | Эвелина Александрова | Богуслав | 84,24        | 9  | 28,17 | 7  | 59,07  |
| 8     | Ксения Савчук        | Киев     | 83,59        | 6  | 29,99 | 8  | 53,60  |
| WD    | Алиса Панченко       | Харьков  |              | 4  | 34,10 |    |        |

WD — фигуристка снялась с соревнований.

### Спортивные пары
| Место | Имена                         | Регион | Сумма баллов | SP | SP    | FS | FS    |
| ----- | ----------------------------- | ------ | ------------ | -- | ----- | -- | ----- |
| 1     | Рената Оганесян / Марк Бардей | Днепр  | 110,50       | 1  | 41,29 | 1  | 69,21 |

### Танцы на льду
| Место | Имя                                  | Регион  | Сумма баллов | SD | SD    | FD | FD    |
| ----- | ------------------------------------ | ------- | ------------ | -- | ----- | -- | ----- |
| 1     | Александра Назарова / Максим Никитин | Харьков | 163,59       | 1  | 66,85 | 1  | 96,74 |
| 2     | Дарья Попова / Владимир Беликов      | Харьков | 142,11       | 2  | 56,45 | 2  | 85,66 |
| 3     | Юлия Жатая / Ян Луковский            | Киев    | 132,68       | 3  | 51,45 | 4  | 81,23 |
| 4     | Мария Голубцова / Кирилл Белобров    | Киев    | 131,76       | 4  | 50,40 | 3  | 81,36 |
| 5     | Вера Городецкая / Марк Нечипоренко   | Киев    | 119,52       | 5  | 44,75 | 5  | 74,77 |

## Состав сборной команды

### На чемпионаты Европы
Состав сборной команды Украины для участия в чемпионатах Европы формировался исходя из результатов национального чемпионата и с учётом мнения тренерского совета. По результатам чемпионата Украины 2016 года тренерский совет совместно с Федерацией утвердили следующий состав сборной:
- В мужском одиночном катании: Иван Павлов (1-е место). Запасной: Ярослав Паниот (2-е место).
- В женском одиночном катании: Анна Хныченкова (1-е место).
- В танцах на льду: Александра Назарова с Максимом Никитиным (1-е место). Запасные: Юлия Жатая с Яном Луковским (3-е место).

### На зимнюю Универсиаду
Состав сборной команды Украины для участия в зимней Универсиаде формировался исходя из результатов национального чемпионата и с учётом мнения тренерского совета. По результатам чемпионата Украины 2016 года тренерский совет совместно с Федерацией утвердили следующий состав сборной:
- В мужском одиночном катании: Иван Павлов (1-е место) и Владислав Пихович (5-е место).
- В танцах на льду: Александра Назарова с Максимом Никитиным (1-е место).